# .nato
A .nato egy internetes legfelső szintű tartomány kód volt. Az 1980-as évek végén hozta létre az InterNIC a NATO számára abból a megfontolásból, hogy az akkor létező legfelső szintű tartományok egyike sem tükrözte megfelelően a NATO nemzetközi szervezet mivoltát. Kevéssel a létrehozása után azonban Paul Mockapetris, a Domain Name System (DNS) tervezője a nato.int tartományt javasolta a NATO képviselőinek. Miután az .int tartománynevet létrehozták a nemzetközi szervezetek számára, és a NATO átállt a  nato.int használatára, a használaton kívüli .nato tartományt 1996. júliusban törölték.

## Fordítás
- Ez a szócikk részben vagy egészben  a(z)   .nato című angol Wikipédia-szócikk ezen változatának fordításán alapul.  Az eredeti cikk szerkesztőit annak laptörténete sorolja fel. Ez a jelzés csupán a megfogalmazás eredetét és a szerzői jogokat jelzi, nem szolgál a cikkben szereplő információk forrásmegjelöléseként.